# Esparreguera (kommun)
Esparreguera är en kommun i Spanien.   Den ligger i provinsen Província de Barcelona och regionen Katalonien, i den östra delen av landet, 500 km öster om huvudstaden Madrid. Antalet invånare är 21 856. Arean är 27,2 kvadratkilometer. Esparreguera gränsar till Abrera, Els Hostalets de Pierola, Collbató, Monistrol de Montserrat, Vacarisses och Olesa de Montserrat. 
Terrängen i Esparreguera är kuperad åt nordost, men åt sydväst är den platt.